# Буковинський краєзнавчий музей
Буковинський краєзнавчий музей — колишній музей у Чернівцях, що вважається родоначальником краєзнавчого руху на Буковині і, зокрема, місцевого краєзнавчого музею. 

## З історії музею
Заснований у 1865 році місцевими краєзнавцями при участі музейної громади міста Серет (нині Сирет, Румунія). Здійснював збір матеріалів по археології, нумізматиці і природі краю. 
У 1877 році припинив свою діяльність через брак коштів. Частина його колекцій передана Чернівецькому університету. 
Відновлено діяльність закладу 14 травня 1893 року з ініціативи місцевої громадськості (професор К. Ромшторфер та ін.). Головою правління музею був вибраний Д. Ісопескула, відомий дослідник історії краю. 
У цей період, від 1893 до 1914 року музей публікував щорічник (загалом 21 випуск), де містились результати досліджень відомих істориків і краєзнавців. 
У 1898 рокоці заклад отримав назву краєзнавчого музею Франца-Йосифа I. 
Під час Першої світовий війни він був закритий. Свою діяльність відновив після приєднання краю до Румунії у 1918 році. 
Зараз його колекції зберігаються у Чернівецькому краєзнавчому музеї.

## Колекції
Основу Буковинського краєзнавчого музею склали колекції РумунськоЇ археологічної громади у Чернівцях (750 предметів) і Чернівецького університету (94 предмети). 
Головним джерелом поповнення музейних фондів були надходження від приватних осіб і археологічних розкопок. 
Станом на 1895 рік до музейних фондів Буковинського краєзнавчого музею входили: 
- пам'ятки археології (4685 одиниць зберігання),
- мистецько-історичні пам'ятки (658 одиниць зберігання),
- пам'ятки етнографії (346 одиниць зберігання).

## Дивись також
- Чернівецький краєзнавчий музей